# زیردریایی کلاس بلوگا
زیردریایی کلاس بلوگا (به انگلیسی: Beluga-class submarine) یک کلاس از زیردریایی بود که طول آن 62.0-65.5 meters long بود. این کلاس از زیردریایی در سال ۱۹۸۶ ساخته شد.